# Shenge
Shenge é uma cidade da Serra Leoa.